# Danny Trejo

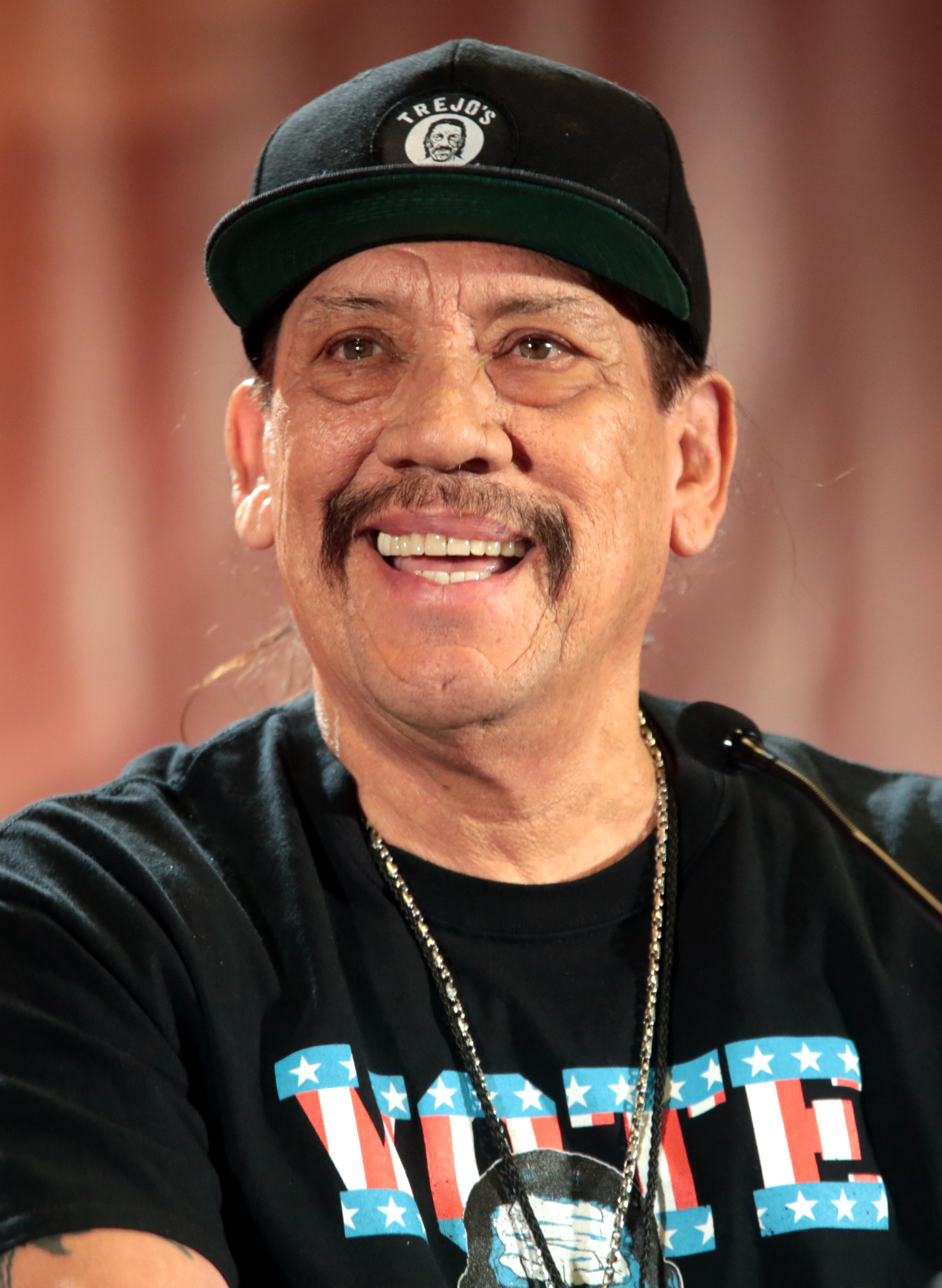
Danny Trejo (2017)

Danny Trejo [ˈtɾexo] (* 16. Mai 1944 in Los Angeles, Kalifornien als Dan Trejo) ist ein US-amerikanischer Schauspieler mexikanischer Abstammung und vorwiegend Darsteller von Bösewichten und Antihelden.
Als Schauspieler und Synchronsprecher hat er in über 450 Film- und Fernsehproduktionen mitgewirkt. Die Genres, in denen er sich bewegt, sind vorwiegend Komödie, Action- und Horrorfilm.

## Leben
Danny Trejo wurde als Sohn des Bauarbeiters Dan Trejo und dessen Frau Alice Rivera im Stadtteil Echo Park von Los Angeles geboren.
Trejo wuchs in einem kriminellen Umfeld auf. Sein Onkel Gilbert, ein drogenabhängiger bewaffneter Schwerstkrimineller, war sein Mentor und Vorbild, der ihm alles beibrachte, was er „auf dem Weg“, den er damals einschlug, „wissen musste“. So habe er mit zwölf Jahren sowohl das erste Mal Heroin genommen als auch jemanden mit einem Baseballschläger zusammengeschlagen. Laut eigener Aussage begleitete ihn „von klein auf“ eine „unglaubliche Wut“. Rückblickend erklärte er, dass er glaube, damals die Fähigkeit verlernt zu haben, verärgert zu sein. Er sei nie ängstlich oder verärgert gewesen, wenn ihn etwas störte. „Da war sofort pure Wut, rasender Zorn.“ Den Großteil seiner Jugend verbrachte Danny Trejo aufgrund diverser Raub- und Drogendelikte (eigener Aussage zufolge war er „als Jugendlicher in ausnahmslos alle Häuser“ seiner Straße eingebrochen) hinter Gittern, über einen Zeitraum von elf Jahren war er mehrmals in verschiedenen Gefängnissen inhaftiert, unter anderem im Folsom Prison. Bei einem fünfjährigen Aufenthalt im San Quentin State Prison überlebte er eine Messerattacke und entdeckte sein Talent fürs Boxen. Er gewann die Leichtgewichts- und Weltergewichts-Meisterschaft des Gefängnisses. Seine Hoffnungen auf eine Profikarriere als Boxer wurden jedoch durch seine langen Haftstrafen zunichtegemacht.
Nach der fünfjährigen Haftzeit begann Trejo zunächst auf einem Schrottplatz zu arbeiten. Dadurch kam er in Kontakt mit einem Werkzeugverkäufer, wodurch er selbst zu einem wurde.
Nachdem er ein Rehabilitierungsprogramm für Drogensüchtige abgeschlossen hatte, arbeitete Trejo weiter zur Unterstützung dieses Programms und hielt Vorträge über seine Vergangenheit. Bei einem dieser Vorträge traf er einen Mitarbeiter eines Filmstudios, der ihn später um seine Unterstützung bei dem Film Runaway Train bat. Eigentlich sollte Trejo nur als Statist für den Film arbeiten. Da ihn jedoch einer der Drehbuchautoren, Edward Bunker, aus seiner Zeit in San Quentin kannte und von seinem Boxtalent wusste, wurde er als Boxtrainer für den Hauptdarsteller Eric Roberts eingestellt. Dabei wurde Andrej Konchalovsky, der Regie führte, auf Trejo aufmerksam und bot ihm eine Rolle als Roberts’ Boxgegner in diesem Film an. Dies brachte Trejo auf den Geschmack, und er ließ sein kriminelles Leben endgültig hinter sich, um im Filmgeschäft Fuß zu fassen. Seitdem hat er mit einigen der bekanntesten Hollywood-Größen zusammengespielt. Sein vernarbtes Gesicht, sein Schnurrbart und seine Tätowierungen sind zu seinem Markenzeichen geworden. Trejo zufolge ist „niemand in Hollywood häufiger vor der Kamera umgebracht worden“. Sein Schaffen als Schauspieler umfasst mehr als 350 Film- und Fernsehproduktionen, darunter vor allem B-Movies. In den meisten davon sei er umgebracht worden. Gleichzeitig diente Trejo als inhaltlicher Berater für Filmprojekte. In Bezug auf den Actionfilm Heat von Regisseur Michael Mann von 1995 war Danny Trejo zuerst Berater für die Raubüberfälle in der Handlung, bevor ihm der Regisseur eine Nebenrolle darin anbot.
In der Vergangenheit hielt Trejo häufig Vorträge in Schulen, um die dortigen Jugendlichen auf die Gefahren von Alkohol, Drogen und Gewalt hinzuweisen. In diesem Zusammenhang erklärte er in einem Interview mit dem deutschen Filmmagazin Cinema im November 2022 aus Anlass der Veröffentlichung seiner Autobiografie Mein Leben: Verbrechen, Erlösung und Hollywood: „Bildung ist der Schlüssel zu allem, was du tun willst, allem. Und zehn Jahre später kommen dann Männer auf mich zu und sagen, sie hätten mir damals zugehört, und hier seien ihre Kinder. Das ist ein Segen. Genauso wie Menschen ein Autogramm zu geben und ihnen dadurch den Tag zu verschönern.“
Danny Trejo war viermal verheiratet und hat drei Kinder. Er ist ein Cousin des Regisseurs Robert Rodriguez, der ihn auch regelmäßig in seinen Filmen als Darsteller einsetzt. Für Rodriguez spielte Trejo unter anderem den Machete Cortez in allen vier Spy-Kids-Filmen sowie in den aus der Figur entstandenen Filmen Machete und Machete Kills. In Machete hatte er seine erste Hauptrolle.
Im Jahr 2022 veröffentlichte Trejo die Autobiographie Mein Leben. Verbrechen, Erlösung und Hollywood. Stand 2022 unterstützt er weiterhin Suchtkranke bei der Rehabilitation.
Im Musikvideo zum Song The End der Rockband Mammoth, das Anfang Mai 2025 veröffentlicht wurde, hat Danny Trejo eine Rolle als Betreiber einer schummrigen Bar, in dem die Rockband auf der Bühne spielt. Sobald Frontmann Wolfgang Van Halen auf seiner E-Gitarre zu spielen beginnt, verwandelt sich Schauspieler Danny Trejo, genau wie die anderen Besucher der Kneipe, in ein Monster, was in einem blutigen Gemetzel endet. In dem Videoclip haben zudem Slash und Myles Kennedy einen Gastauftritt. Regie bei dem Musikvideo führte Filmemacher Robert Rodriguez in Kooperation mit Spezial-Effekte-Designer Greg Nicotero. Bei dem Musikvideo handelt es sich um eine Hommage an den Horrorfilm From Dusk Till Dawn von 1996, in dem Trejo einen Barkeeper in der Bikerbar Titty Twister verkörpert.

## Filmografie (Auswahl)

### Filme und Serien
- 1985: Runaway Train
- 1987: The Hidden – Das unsagbar Böse (The Hidden)
- 1987: Das Weiße im Auge (Death Wish 4)
- 1989: Kinjite – Tödliches Tabu (Kinjite – Forbidden Subjects)
- 1989: Lock Up – Überleben ist alles (Lock Up)
- 1990: Maniac Cop 2
- 1990: Zum Töten freigegeben (Marked for Death)
- 1990: Guns – Sex Frauen Räumen Ab (Guns)
- 1991: Die Hure (Whore)
- 1991: Wedlock
- 1991: Wie ein Stachel im Fleisch (Lonely Hearts)
- 1991–1992: Baywatch – Die Rettungsschwimmer von Malibu (Baywatch, Fernsehserie, 2 Folgen)
- 1992: Nails
- 1992: Die Staatsanwältin und der Cop (Reasonable Doubts, Fernsehserie, Folge 1x13–1x14)
- 1992: Organiac
- 1993: 12:01
- 1993: Blood in, Blood out – Verschworen auf Leben und Tod (Bound by Honor)
- 1993: Mask of Murder 2 (Doppelgänger) (Doppelganger)
- 1993: Last Light
- 1994: Against the Wall (Fernsehfilm)
- 1995: Desperado
- 1995: Heat
- 1996: From Dusk Till Dawn
- 1996: Jaguar
- 1996: Renegade – Gnadenlose Jagd (Renegade, Fernsehserie, Folge 4x21)
- 1996: Karate Tiger – The Champions (The Champions)
- 1996, 1998: New York Cops – NYPD Blue (NYPD Blue, Fernsehserie, 2 Folgen)
- 1997: Anaconda
- 1997: Con Air
- 1997: Point Blank – Over And Out
- 1997: No Night Stand (Trojan War)
- 1997: The Replacement Killers – Die Ersatzkiller (The Replacement Killers)
- 1998: Sechs Tage, sieben Nächte (Six Days Seven Nights)
- 1998–1999: Walker, Texas Ranger (Fernsehserie, Folge 6x23)
- 1999: From Dusk Till Dawn 2 – Texas Blood Money (From Dusk Till Dawn 2: Texas Blood Money)
- 1999: Inferno
- 2000: Akte X – Die unheimlichen Fälle des FBI (The X-Files, Fernsehserie, Folge 8x06)
- 2000: From Dusk Till Dawn 3 – The Hangman’s Daughter (From Dusk Till Dawn 3: The Hangman’s Daughter)
- 2000: Wild Christmas (Reindeer Games)
- 2000: Animal Factory
- 2001: Bubble Boy
- 2001: Spy Kids
- 2001: Skippy – Der Überflieger von Hollywood (Skippy)
- 2002: Spy Kids 2 – Die Rückkehr der Superspione (Spy Kids 2: The Island of Lost Dreams)
- 2002: The Hire: Beat the Devil
- 2002: The Salton Sea
- 2002: xXx – Triple X (xXx)
- 2002: Nightstalker – Die Bestie von L.A. (Nightstalker)
- 2003: Irgendwann in Mexico (Once Upon a Time in Mexico)
- 2003: Mission 3D (Spy Kids 3-D: Game Over)
- 2004: Lost
- 2004: Anchorman – Die Legende von Ron Burgundy (Anchorman: The Legend of Ron Burgundy)
- 2004: Monk (Fernsehserie, Folge 2x16)
- 2004: Wake Up, Ron Burgundy: The Lost Movie (Cameo)
- 2005: All Souls Day: Dia de los muertos
- 2005: The Crow – Wicked Prayer (The Crow: Wicked Prayer)
- 2005: The Devil’s Rejects
- 2005: Desperate Housewives (Fernsehserie, Folge 2x08)
- 2006: Seven Mummies
- 2006: Prison of Death
- 2006: SherryBaby
- 2006: Hood of Horror
- 2006: Slayer – Die Vampir Killer
- 2007: Urban Justice – Blinde Rache (Urban Justice)
- 2007: Smiley Face
- 2007: Delta Farce
- 2007: Stargate Atlantis (Fernsehserie, Folge 4x07)
- 2007: Grindhouse
- 2007: Halloween
- 2007: On Bloody Sunday
- 2007: Blood Ties – Biss aufs Blut (Blood Ties, Fernsehserie, Folge 2x07)
- 2007: Planet Terror (Cameo)
- 2008: Alone in the Dark II
- 2008: Toxic
- 2008: La Linea – The Line (La Linea)
- 2008: Furnace
- 2009: Fanboys
- 2009: Eyeborgs – Nichts ist, wie es scheint (Eyeborgs)
- 2009: The Grind
- 2009–2010: Breaking Bad (Fernsehserie, Folgen 2x07, 3x03)
- 2010: Predators
- 2010: Shoot the Hero
- 2010: Machete
- 2010: The Bill Collector
- 2010: The Mercenary (The Lazarus Papers)
- 2010: Beatdown
- 2010: Burn Notice (Fernsehserie, Folge 3x11)
- 2010: Death Race 2
- 2010: Modern Family (Fernsehserie, Folge 2x10)
- 2010: Der Pfarrer, meine Tochter und ich (Pastor Shepherd)
- 2010: Schattenkommando (Shadows in Paradise)
- 2011: Harold & Kumar – Alle Jahre wieder (A Very Harold & Kumar 3D Christmas)
- 2011: Poolboy: Drowning Out the Fury
- 2011: House Of The Rising Sun
- 2011: Recoil
- 2011–2012: Sons of Anarchy (Fernsehserie, 14 Folgen)
- 2011: Bones – Die Knochenjägerin (Bones, Fernsehserie, Folge 6x19)
- 2011: Spy Kids – Alle Zeit der Welt (Spy Kids: All the Time in the World)
- 2011: Franklin & Bash (Fernsehserie, Folge 1x10)
- 2011: Violet & Daisy
- 2012: Bad Ass
- 2012: Death Race: Inferno (Death Race 3: Inferno)
- 2012: Ghostquake (Haunted High)
- 2012: Zombie Invasion War (Rise of the Zombies)
- 2012: Die Beilight Saga: Breaking Wind – Bis(s) einer heult (Breaking Wind)
- 2012: Sushi Girl
- 2013: Dead in Tombstone
- 2013: Force of Execution
- 2013: Cage of Glory – Sieg um jeden Preis (Chavez Cage of Glory)
- 2013: Machete Kills
- 2013: Zombie Hunter
- 2014: Navy CIS: L.A. (NCIS: Los Angeles, Fernsehserie, Folge 5x15)
- 2014: In the Blood
- 2014: Bad Ass 2: Bad Asses (Bad Asses)
- 2014: Bullet
- 2014: Darkness Descends (20 Ft Below: The Darkness Descending)
- 2014: Muppets Most Wanted
- 2014: Manolo und das Buch des Lebens (The Book of Life, Stimme von Manolos Großvater)
- 2014: Babyalarm – Kleine Lüge, großer Bauch (Preggoland)
- 2014: Beyond Justice
- 2015: Bad Ass 3 (Bad Asses on the Bayou)
- 2015: Volcano Zombies – Die Toten brennen nicht (The Burning Dead)
- 2015: The Ridiculous 6
- 2015: The Night Crew
- 2015: 3-Headed Shark Attack
- 2015–2016: From Dusk Till Dawn: The Series (Fernsehserie, 7 Folgen)
- 2016: Vigilante Diaries
- 2016: Boost
- 2016: Cyborg X
- 2016: R.L. Stine – Die Nacht im Geisterhaus (Mostly Ghostly: One Night in Doom House)
- 2016: Störche – Abenteuer im Anflug (Storks, Stimme)
- 2016: Cross Wars – Das Team ist Zurück (Cross Wars)
- 2017: Dead in Tombstone 2 (Dead Again in Tombstone)
- 2017–2019: The Flash (Fernsehserie, 3 Folgen)
- 2017: Brooklyn Nine-Nine (Fernsehserie, Folge 5x10)
- 2018: Death Race: Anarchy (Death Race: Beyond Anarchy)
- 2019: Bullets of Justice
- 2019: The Short History of the Long Road
- 2019: Grand-Daddy Day Care
- 2019: 3 from Hell
- 2019: Big Kill – Stadt ohne Gnade (Big Kill)
- 2019: Acceleration – Gegen die Zeit (Acceleration)
- 2020: Und jetzt: Die Muppets! (Muppets Now, Fernsehserie, 1 Folge)
- 2020: Final Kill
- 2020: The Last Exorcist – Die Pforten zur Hölle sind geöffnet (The Last Exorcist)
- 2020: Der Denver-Clan (Fernsehserie, Folge 3x19)
- 2020: SpongeBob Schwammkopf: Eine schwammtastische Rettung (The SpongeBob Movie: Sponge on the Run)
- 2021: Helpsters (Fernsehserie, Folge 2x06)
- 2021: American Gods (Fernsehserie, Folgen 3x06–3x07)
- 2021: The Masked Singer (Fernsehsendung, Teilnehmer Staffel 5, 12. Platz)
- 2021: American Horror Stories (Fernsehserie, Folge 1x04)
- 2021: The House Next Door: Meet the Blacks 2
- 2022: Das Buch von Boba Fett (The Book of Boba Fett, Fernsehserie, Folge 1x03)
- 2022: Green Ghost and the Masters of the Stone
- 2022: Renegades
- 2023: X-Factor: Das Unfassbare (Beyond Belief: Fact or Fiction, Fernsehserie, Folge 6x01)
- 2024: Die Abenteuer der Teenage Mutant Ninja Turtles (Tales of the Teenage Mutant Ninja Turtles, Fernsehserie, Stimme)

### Musikvideos

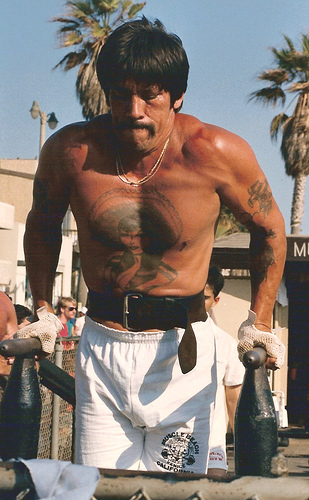
Danny Trejo beim Training am Muscle Beach in Los Angeles

- 1993: Prince Ital Joe Feat. Marky Mark: Happy People
- 1995: Toto: I will remember
- 2007: Mobb Deep & Lil Jon: Real Gangstaz
- 2008: Rehab: Bartender Song
- 2008: Jonas Brothers: Burnin’ Up
- 2008: Tech N9ne: Like Yeah
- 2013: Travis Barker feat. Yelawolf: Whistl Dixie
- 2013: Dustin Tavella: Everybody Knows (Douchebag)
- 2014: Train: Angel In Blue Jeans
- 2015: Slayer: Repentless
- 2016: Slayer: Pride in Prejudice
- 2018: David Guetta & Sia: Flames
- 2022: Rosalía: La Fama
- 2025: Mammoth WVH: The End

## Andere Medien
- 1993: Ground Zero Texas (Videospiel, Stimme)
- 2002: Grand Theft Auto: Vice City (Videospiel, Stimme: Umberto Robina)
- 2004: Def Jam: Fight for New York (Videospiel)
- 2006: Grand Theft Auto: Vice City Stories (Computerspiel, Stimme: Umberto Robina)
- 2010: Fallout: New Vegas (Computerspiel, Stimme: Raul Tejada)
- 2012: Danny Trejo’s Vengeance: Woz with a Coz (Videospiel, Stimme)
- Im Spiel Call of Duty: Black Ops erschien Trejo mit dem Escalation-DLC als spielbare Figur im Überlebenskampf-Modus.[10]
- Im Spiel The Fight: Lights Out übernimmt er die Rolle des Trainers während der Tutorials.
- Im Spiel Hitman: Absolution spielt er Sanchez, ein Testsubjekt, welches nun einen kolossalen Körper hat.
- 2019: Werbefilm für „Salitos“
- 2021: Far Cry 6 (Computerspiel)
- 2022: Scum (Computerspiel, DLC, Charactermodel, Stimme)
- 2023: Crime Boss: Rockay City (Videospiel, Stimme)[11]
- 2024: Like a Dragon: Infinite Wealth (Videospiel)

## Deutsche Synchronstimmen
Trejo ist für die deutschen Fassungen seiner Filme im Laufe der Jahre von mehreren Sprechern synchronisiert worden. Am häufigsten waren in den letzten Jahren Thomas Wolff und Jan Spitzer Trejos deutsche Stimme.

## Buchveröffentlichung
- Mein Leben. Verbrechen, Erlösung und Hollywood. Heyne Verlag, 2022, ISBN 978-3-453-27393-1.